# Muntpunt
Muntpunt est surtout connue comme étant la plus importante bibliothèque de la communauté néerlandophone de Bruxelles. Le ressort territorial de Muntpunt n’est pas seulement la ville de Bruxelles, mais toute la Région de Bruxelles-Capitale (qui se compose de 19 communes autonomes, dont la ville de Bruxelles). Muntpunt tient à la fois les rôles de centre d'information, d'espace connecté et de bibliothèque.

## Histoire
La bibliothèque Muntpunt est née en 2011 de la fusion de Hoofdstedelijke Openbare Bibliotheek (nl) et de Onthaal en Promotie Brussel (nl). Elle est gérée par le Gouvernement flamand et par la Commission communautaire flamande (VGC).
La Bibliothèque publique de la Capitale était une bibliothèque publique néerlandophone à Bruxelles qui a existé de 1974 à 2011.

## Le bâtiment
Le bâtiment Place de la Monnaie où se trouve Muntpunt a été entièrement rénové par B-architects en 2013. Il a officiellement réouvert au début de septembre 2013. Le Grand Café Muntpunt est situé au rez-de-chaussée à l'arrière du bâtiment. Au-dessus, il y a des salles de réunion et un espace de réception.

## Structure de l'entreprise
L'établissement a été rendu possible par le décret du 19 novembre 2010 , qui est entré en vigueur par arrêté du Gouvernement flamand du 13 mai 2011 (Moniteur 21.06.2011) .
L'association sans but lucratif (ASBL) Muntpunt (en néerlandais : vereniging zonder winstoogmerk, VZW) a été constituée par un acte notarié du 25 août 2011. Un extrait de l'acte a été publié au Moniteur Belge le 6 septembre 2011. 

## Événements
- 11 juillet : Danses de Bruxelles